# Dodi Leal
Dodi Tavares Borges Leal (São Paulo, 24 de julho de 1984) é uma performer, curadora, crítica, iluminadora teatral, pesquisadora e professora de Artes Cênicas brasileira. Dodi tem colaborado em processos artísticos no país e escreve trabalhos acadêmicos em veículos editoriais do território nacional e outros países sobre performance, recepção teatral, transgeneridades, pedagogia das artes cênicas e visualidades da cena. É criadora do conceito teatra, que indica a transição de gênero da área teatral do masculino para o feminino, assim como também criou o conceito luzvesti, aproximando os estudos de iluminação cênica aos estudos de gênero. Desde 2018 Dodi é professora da UFSB, Universidade Federal do Sul da Bahia.

## Biografia

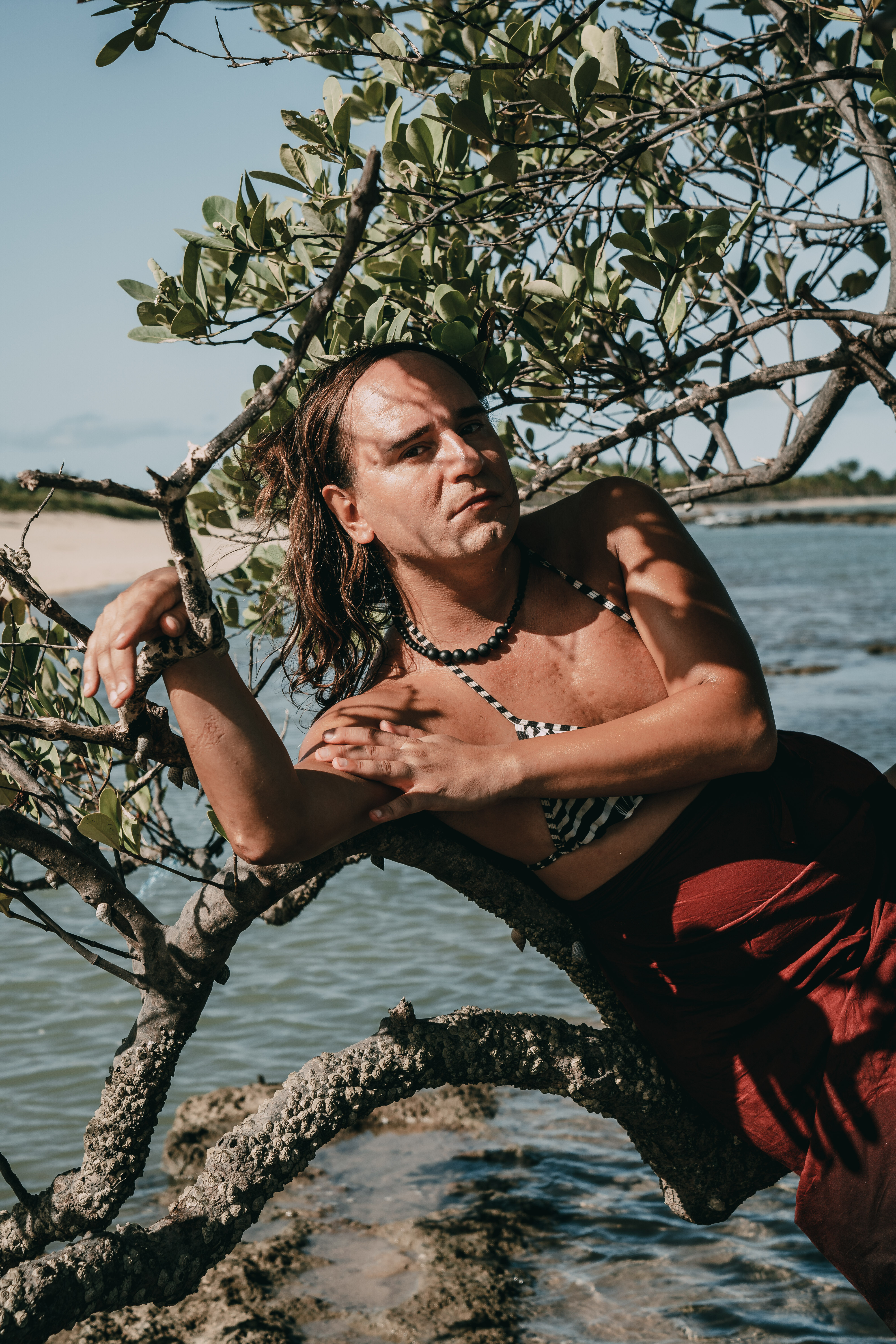
Dodi Leal em cena do filme 'tenho receio de teorias que não dançam'

Nascida em São Paulo no ano de 1984, no bairro do Ipiranga, onde morou até 2 anos de idade, Dodi passou a infância e adolescência na periferia da Zona Leste. Antes de habitar o bairro do Aricanduva, ela morou até os 9 anos de idade na COHAB II de Itaquera. Aos 18 anos ingressou no vestibular da USP e mudou-se para o Butantã. Seu pai, Valdevino Borges Leal, de matriz étnica indígena, é nascido na cidade de Simplício Mendes, no sul do Piauí, em 1961, e migrou para São Paulo em 1979. Sua mãe, Maria Tavares Garcia, de matriz étnica branca, é nascida na cidade de São Paulo em 1947. A família materna de Dodi é proveniente de processos migratórios europeus no início do século XX. Sua avó materna, é nascida em Montilla, província de Córdoba, comunidade autônoma de Andalucía, sul da Espanha. Seu bisavô materno, é nascido em São João da Pesqueira, no distrito de Viseu, norte de Portugal. Na adolescência, entre os anos de 1997 a 1999, Dodi teve sua primeira experiência como produtora cultural: foi presidente do fã-clube Chiqui-Sede, da novela Chiquititas (versão brasileira), atuando em sua recepção; buscava aproximar o público com o elenco da novela e com materiais artísticos da obra e derivados dela, articulando caravanas para os programas de TV do SBT nos quais o elenco participava, como Domingo Legal, Programa Livre, Hebe, etc. Durante o ensino médio, na Escola Estadual Ascendino Reis, localizada no bairro do Tatuapé, Dodi teve suas primeiras experiências teatrais, atuando nas montagens Sexo, Drogas e Rock and Roll (de Edson Simões) em 2001, 1500, a grande viagem (de Edson Simões) em 2000 e A Disputa (de Marivaux) em 1999, tendo ganhado esta última o prêmio de melhor peça teatral do Festival Cultura e Esporte realizado pela marca de produtos de higiene Cepacol. Entre 2003 e 2018 realizou os seus estudos universitários na USP; de 2013 a 2016 foi artista-educadora de teatro e coordenadora de pesquisa-ação do PIÁ - Programa de Iniciação Artística, da Secretaria Municipal de Cultura de São Paulo, tendo atuado no Centro Cultural da Penha, Centro de Formação Cultural Cidade Tiradentes, CEU Três Pontes (no Jardim Romano) e CEU Tiquatira. Atualmente Dodi reside e trabalha em Porto Seguro, na Bahia.

## Formação

Dodi Leal na coluna de Monica Bergamo, Folha de SP

Dodi tem duas graduações: Licenciatura em Artes Cênicas pela ECA-USP (2012) e Bacharelado em Ciências Contábeis pela FEA-USP (2006). No mestrado em Controladoria e Contabilidade na FEA-USP, concentração em Educação e Pesquisa, fez um estudo sobre Teatro do Oprimido (TO) nas assembleias de Orçamento Participativo (OP) da cidade de Santo André - São Paulo (2010). Estudou TO com Augusto Boal e o CTO-Rio, no Rio de Janeiro, de 2005 a 2009. Fez intercâmbio em cinema na Université du Québec à Chicoutimi - UQAC, Québec / Canadá (2010-2011). Ela é Doutora em Psicologia Social pelo Instituto de Psicologia da Universidade de São Paulo com estágio doutoral no Doutoramento em Estudos Artísticos, concentração em Estudos Teatrais e Performativos na Universidade de Coimbra, em Portugal.

## Ativismo, atuação artística e acadêmica

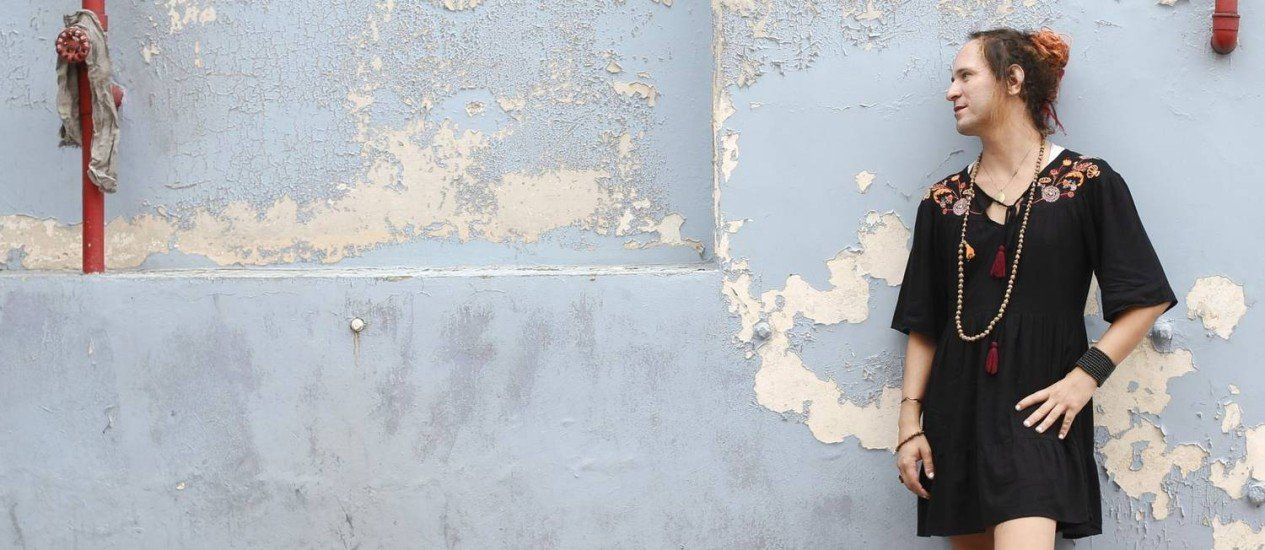
Dodi Leal em matéria para O Globo

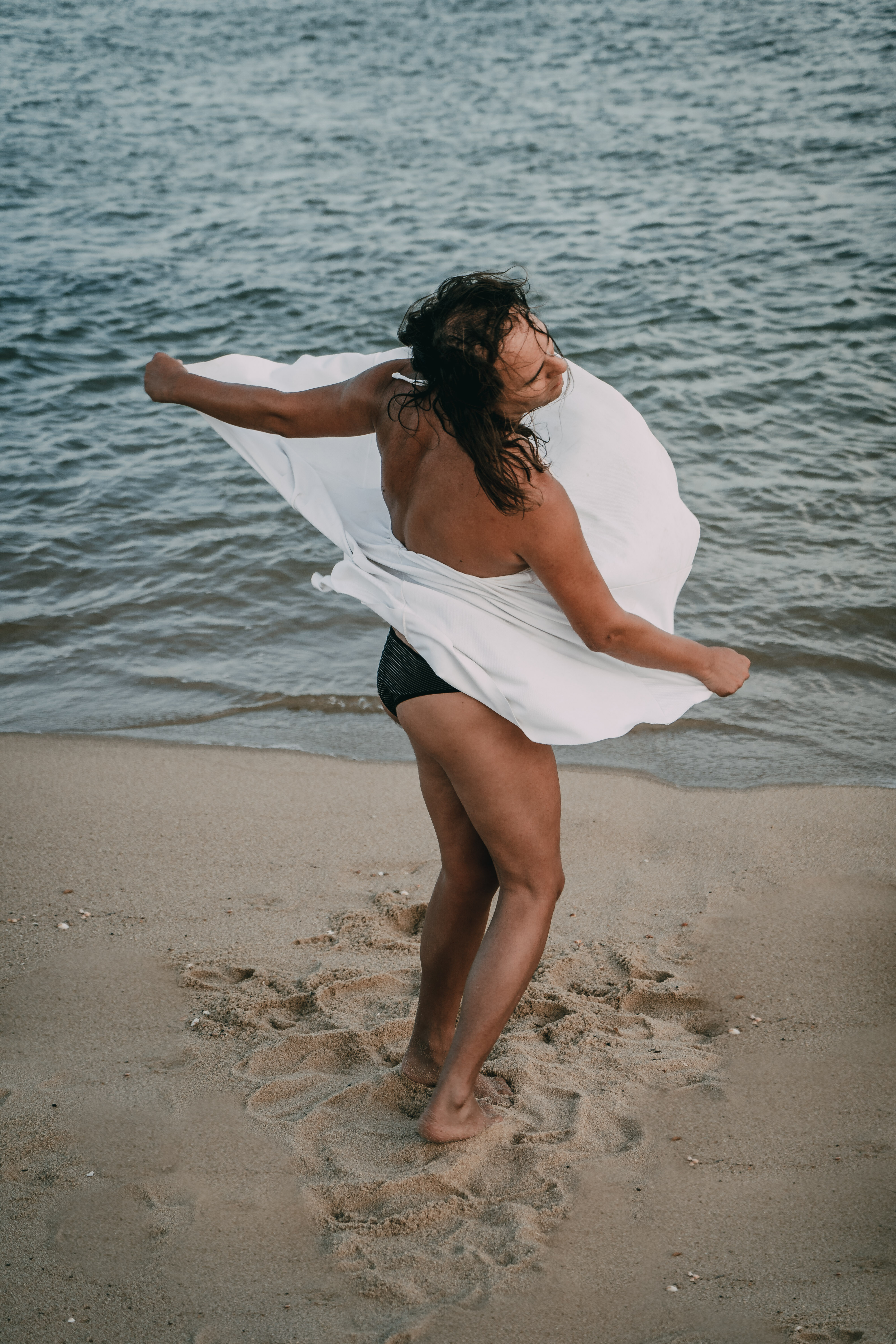
Dodi Leal em cena do filme 'tenho receio de teorias que não dançam'

Ao lado de outras pensadoras trans como Jaqueline Gomes de Jesus, Neon Cunha, Amara Moira, Jota Mombaça, Laerte Coutinho, Erica Malunguinho, Sara Wagner York e viviane vergueiro, de pensadores trans como Paul B. Preciado e Khalil Piloto; e de outras artistas trans como Pêdra Costa, Linn da Quebrada, Liniker, Renata Carvalho, Vulcanica Pokaropa, Danna Lisboa, Luh Maza, Jup do Bairro e Ave Terrena Alves; e dos artista trans Daniel Veiga e Leo Moreira Sá, Dodi tem atuado como artivista, ou seja, tem encontrado em sua arte um canal para o ativismo em torno dos direitos de pessoas transgêneras.
Além das criações artísticas e dos livros e artigos publicados, Dodi tem dado aulas e palestras pelo país, assim como em outros países como Estados Unidos, Áustria, México. Em 2019 palestrou no Museu de Arte de São Paulo - MASP, no projeto de mediação MASP Professores, e o tema Mulheres nas Artes: corpo, voz e criação. Em 2018 tomou posse como a primeira professora trans da Universidade Federal do Sul da Bahia, sendo ainda atualmente a única pessoa trans professora efetiva de ensino superior público na área de artes do país e do mundo. No primeiro semestre de 2023, Dodi é professora convidada da Universidade de São Paulo onde ministra o curso 'Fabulações travestis sobre o fim' no Programa de Pós-Graduação em Artes Cênicas da ECA-USP. Em 2020 se tornou a primeira professora trans a ser orientadora de pesquisa na FAPESB - Fundação de Amparo à Pesquisa do Estado da Bahia Em 2019 e 2020 atuou como crítica teatral da Mostra Internacional de Teatro de São Paulo (MITsp), tendo assinado na 7a. edição a curadoria da Encontra de Pedagogias da Teatra, com coordenação de Maria Fernanda Vomero e direção artística de Antonio Araújo. Como destaque de sua atuação acadêmica está o projeto de pesquisa e extensão ILUMILUTAS da UFSB, do qual é coordenadora, e o Grupo de Pesquisa do Conselho Nacional de Desenvolvimento Científico e Tecnológico - CNPq PEDAGOGIA DA PERFORMANCE: visualidades da cena e tecnologias críticas do corpo, do qual é líder. Desde 2021 a obra performativa Tetagrafias e o livro De trans pra frente, de Dodi, integram o acervo permanente do MUTHA - Museu Transgênero de História e Arte, o primeiro museu trans do Brasil. De 2021 a 2023, Dodi compõe a Comissão Ampliada da Diretoria da Associação Brasileira de Estudos da Trans-Homocultura - ABETH, com a presidência de Jaqueline Gomes de Jesus.

## Publicações

### Livros
- "Performatividade transgênera: equações poéticas de reconhecimento recíproco na recepção teatral". série TEATRA. São Paulo/SP: Hucitec, 2021.[36]
- "Teatra da Oprimida: últimas fronteiras cênicas da pré-transição de gênero". Porto Seguro/BA: UFSB, 2019.[37]
- "Gênero expandido: performances e contrassexualidades". São Paulo/SP: Annablume, 2018.[38]
- "LUZVESTI: iluminação cênica, corpomídia e desobediências de gênero". Salvador/BA: Devires, 2018.[39]
- "DE TRANS PRA FRENTE". São Paulo/SP: Patuá, 2017.[40]
- "Pedagogia e Estética do Teatro do Oprimido: marcas da arte teatral na gestão pública". São Paulo/SP: Hucitec, 2015.[41]

### Artigos
- "Gender in Danger: Transdanger People in Performing Arts in Brazil". Theatre Research International / Cambridge University Press, v. 46, n.3, p. 398-406, 2021.[42]
- Dodi Leal e Lucia Romano - "Dossier – Fighting Back: Contemporary Theatre in Brazil: Introduction". Theatre Research International / Cambridge University Press, v. 46, n.3, p. 371-373, 2021.[43]
- "Drama Methods Applied to Socio-Educational Interventions of Democratic Management and Accounting / 戏剧方法在民主管理和会计的社会教育干预中的应用（英文）.". 艺术管理(中英文) / Shanghai Theatre Academy - China. Journal of Arts Management, v. 2, p. 96-110, 2021.[44]
- "Fabulações travestis sobre o fim". Conceição/Conception - Revista do Programa de Pós-Graduação em Artes da Cena do Instituto de Artes da UNICAMP, v. 10, n.1, p. 1-22, 2021.[45]
- Castiel Vitorino Brasileiro e Dodi Leal - "Crítica, cura e curadoria". Urdimento - Revista de Estudos em Artes Cênicas / UDESC, v. 1, n.40, p. 1-33, 2021.[46]
- "Editorial - Em trabalho de cura". Urdimento - Revista de Estudos em Artes Cênicas / UDESC, v. 1, n.40, p. 1-21, 2021.[47]
- "Espacialidade travesti: habitat de gênero e práticas topográficas de corpos trans nas artes da cena brasileira". Urdimento - Revista de Estudos em Artes Cênicas / UDESC, v. 2, n.38, p. 116-135, 2020.[48]
- "Transgenderities in Performance: gender disobedience and anticoloniality in the performing arts". Brazilian Journal on Presence Studies, v.10, n.3, pp. 1–29, 2020.[49] — "Transgeneridades em Performance: desobediências de gênero e anticolonialidades das artes cênicas". Revista Brasileira de Estudos da Presença / UFRGS, v.10, n.3, pp. 1–29, 2020.[50]
- "A arte travesti é a única estética pós-apocalíptica possível? Pedagogias antiCIStêmicas da pandemia". Coleção Pandemia Crítica, editora n-1, 2020.[51]
- "ILUMILUTAS: tecnopolíticas da iluminação cênica, pedagogia crítica da luz e visualidades de corpos não-hegemônicos". Urdimento - Revista de Estudos em Artes Cênicas / UDESC, v. 1, p. 116-135, 2020.[52]
- "Encontra de Pedagogias da Teatra: afetividades do saber riscar e arriscar.". cartografias.MITsp - Revista de Artes Cênicas, v. 7, p. 22-23, 2020.[53]
- "A teatra contra a tutela: pedagogias indisciplinares da arte ou la esperanza es la más grande de las puras.". cartografias.MITsp - Revista de Artes Cênicas, v. 7, p. 306-309, 2020.[54]
- "Pedagogic interventions in public budgeting and contributions of theatrical poetics / 公共预算中的教育干预和戏剧诗学的贡献（英文）.". 艺术管理(中英文) / Shanghai Theatre Academy - China. Journal of Arts Management, v. 3, p. 108-121, 2019.[55]
- "A liminaridade das práticas pedagógicas da cena: dispositivos visuais da arte da performance e a defesa da educação democrática.". Sala Preta / USP, v. 19, p. 179-196, 2019.[56]
- "CORPO EM VISUALIDADES DIASPÓRICAS: Dimensões políticas e estéticas da luz cênica.". Revista Rascunhos - Caminhos da Pesquisa em Artes Cênicas / UFU, v. 6, p. 36-48, 2019.[57]
- "Historiografia política da textualidade teatral da figura travesti: processos de arquivo sobre extrativismos ficcionais de corpos perigosos.". Revista Aspas - Programa de Pós-Graduação em Artes Cênicas da Escola de Comunicações e Artes da Universidade de São Paulo / USP, v. 9, p. 36-48, 2019.[58]
- "Tochas e coralidades na experiência visual de gênero em cena: dispositivos pedagógicos da luz na recepção teatral.". Urdimento - Revista de Estudos em Artes Cênicas / UDESC, v. 1, p. 256-265, 2019.[59]
- "Iluminação cênica e desobediências de gênero.". Revista Aspas - Programa de Pós-Graduação em Artes Cênicas da Escola de Comunicações e Artes da Universidade de São Paulo / USP, v. 8, p. 24-40, 2018.[60]
- "Teatro do Oprimido: síntese histórica do Arena ou narrativa de resistência do encontro de Augusto Boal com a pedagogia do teatro?". Sala Preta / USP, v. 15, p. 191-202, 2015.[61]

## Obras artísticas

### Principais trabalhos em Artes Cênicas
| Ano  | Título                                            | Linguagem artística                            | Função desempenhada                               | Cidade/Local de apresentação | Co-autores/as |
| ---- | ------------------------------------------------- | ---------------------------------------------- | ------------------------------------------------- | --- | --- |
| 2022 | cartaZERO                                         | Teatral                                        | Iluminadora                                       | - São Paulo - SP / Teatro Cacilda Becker | Carolina Viana; Guilherme Ciccotelli; Thais Telles; Andreya Sá; Bruna Assis; Diogo Cintra; Bárbara Arakaki; Guilherme Carrasco; Kinda Maria; Antonio Rogério Toscano; Eleonora Fabião; Tarina Quelho                                      |
| 2022 | TRANS/parentes                                    | Instalação, foto-performance e desenho digital | Modelo                                            | - Belo Horizonte - MG / Parque Municipal - Virada Cultural de BH | Efe Godoy; Fredda Amorim; Vina Jaguatirica; Juhlia Santos |
| 2021 | TRAVED: palestra-performance em realidade virtual | Teatral e Realidade Virtual                    | Dramaturga, intérprete, iluminadora e figurinista | - São Paulo - SP / Centro Cultural da Diversidade, SESC Pompeia (Virada Cultural de São Paulo - 2022; SENTEACENA - gira de biotecnologias da cena - 2023); Oficina Cultural Oswald de Andrade e Itaú Cultural; - Florianópolis - SC / Universidade do Estado de Santa Catarina - Sorocaba - SP / SESC Sorocaba - Porto Alegre - RS / Centro Municipal de Cultura de Porto Alegre - 17º Festival Palco Giratório SESC | Robson Catalunha |
| 2017 | Tetagrafias                                       | Performance                                    | Performer                                         | - Coimbra - Portugal / Teatro Académico de Gil Vicente da Universidade de Coimbra (TAGV-UC) | André Rosa |
| 2017 | Abaixa que é tiro                                 | Fotográfica                                    | Modelo                                            | - Salvador - BA / Palacete das Artes - Museu Rodin Bahia | Camila Falcão; Onika Soares; Amara Moira; Magô Tonhon; Lua Lucas; Alice Marcone; Manauara Clandestina; Terra Johari; Ave Terrena Alves |
| 2016 | A Demência dos touros                             | Teatral                                        | Dramaturgista                                     | - São Paulo - SP / Teatro do Pequeno Ato | Inês Bushatsky; João Mostazo; Pedro Massuela; Felipe Lemos; Felipe Carvalho; Rafael de Sousa; Jorge Neto |
| 2015 | Transmutação da Carne                             | Performance                                    | Performer                                         | - São Paulo - SP / SESC Pompeia | Ayrson Heráclito; Marina Abramović |
| 2014 | Erosão                                            | Dança                                          | Intérprete                                        | - São Paulo - SP / Funarte | Andreia Yonashiro; Robson Ferraz; Barbara Freitas; Adriana Santos; Caio Zanuto; Henrique Avila; Ralph Barnard; Mercer Ribeiro; Regina Xavier; Telmo Rocha; Rosana Ferreira; Roseli Fernandes; Umbelina Anjos; Leticia Tadros; Luana Costa |
| 1999 | A Disputa                                         | Teatral                                        | Intérprete                                        | - São Paulo - SP / Teatro Paulo Autran | Édson Simões; Vilson Malaquias |

### Filmografia

#### Obras em audiovisual
| Ano  | Título                                 | Função desempenhada                 | Cidade / Local de Exibição | Formato          | Co-autores/as                         |
| ---- | -------------------------------------- | ----------------------------------- | --- | ---------------- | ------------------------------------- |
| 2021 | nós somos a neblina                    | Concepção e atuação                 | - Ouro Preto - MG / 1ª Mostra Latinoamericana de Videodança - RASGO, 2022 | Curta-metragem   | Jaqueline Gomes de Jesus; Gau Saraiva |
| 2021 | tenho receio de teorias que não dançam | Concepção, direção, texto e atuação | - Tiradentes - MG / 25ª Mostra de Cinema de Tiradentes, 2022; - Vitória - ES / 29º Festival de Cinema de Vitória, 2022; - Ouro Preto - MG / 1ª Mostra Latinoamericana de Videodança - RASGO, 2022; - Uberlândia - MG / 2ª MAMU - Mostra Audiovisual de Mulheres, 2022; - Belo Horizonte - MG / 26º forumdoc.BH - Festival do Filme Documentário e Etnográfico de Belo Horizonte, 2022; - Vitória da Conquista - BA / 15ª Mostra Cinema Conquista, 2022; e - Belém - PA / XII Congresso ABRACE - Artes Cênicas na Amazônia: saberes tradicionais, fazeres contemporâneos, 2023. | Curta-metragem   | Gau Saraiva; Agata Pauer              |
| 2019 | Desaquenda                             | Artista documentada                 | - São Paulo - SP / SERTÃO - 36º Panorama de Arte Brasileira do MAM (Museu de Arte Moderna de São Paulo), 2019; - Florianópolis - SC / Memorial Meyer Filho, 2019; - Curitiba - PR / na web, na rua, no museu - 67º Salão Paranaense de Arte Contemporânea do MAC-PR (Museu de Arte Contemporânea do Paraná), 2022; - São Paulo - SP / Elementar: fazer junto (Museu de Arte Moderna de São Paulo), 2023. | Série documental | Vulcanica Pokaropa                    |

#### Televisão
| Ano  | Título do episódio                                                        | Programa                                                                             | Emissora     | Papel        | Notas                                                      |
| ---- | ------------------------------------------------------------------------- | ------------------------------------------------------------------------------------ | ------------ | ------------ | ---------------------------------------------------------- |
| 2024 | A força das palavras: TEATRA (22 de janeiro de 2024)                      | Programa Metrópolis. Apresentadora: Renata Simões                                    | TV Cultura   | Entrevistada | 6 min                                                      |
| 2023 | Visibilidade Trans na Educação                                            | Conexão. Apresentadora: Luciene Kaxinawá                                             | Canal Futura | Entrevistada | 27 min                                                     |
| 2022 | Atravessamentos: TRAVED (5 de julho de 2022)                              | Programa Metrópolis. Apresentadora: Renata Simões                                    | TV Cultura   | Entrevistada | 5 min                                                      |
| 2022 | Filosofias africanas                                                      | Conexão. Apresentador: Leonne Gabriel                                                | Canal Futura | Expositora   | 25min - Exposição do conceito de 'pluriversalidades trans' |
| 2021 | Teatra da Oprimida                                                        | Entrevista - Educação no Centenário de Paulo Freire. Apresentador: João Luiz Pedrosa | Canal Futura | Entrevistada | Temporada 1 - Episódio 5 13min                             |
| 2015 | Teatro do Oprimido: história de um movimento político em teatro no Brasil | Cidade em Revista. Apresentador: Vicente Lino                                        | RecordTV     | Entrevistada | 1h40min                                                    |

### Curadorias
| Ano  | Título                                                                    | Evento                                           | Cidade / Local de realização                                                                         |
| ---- | ------------------------------------------------------------------------- | ------------------------------------------------ | --- |
| 2024 | Eixo Ações Pedagógicas - laboratório de pedagogia da performance          | 9ª Mostra Internacional de Teatro de São Paulo   | São Paulo / Biblioteca Mário de Andrade, Centro Cultural São Paulo e Teatro Oficina.                 |
| 2023 | TEATRA                                                                    | CPT / Centro de Pesquisas Teatrais - dezembro/23 | São Paulo / SESC Consolação.                                                                         |
| 2023 | SENTEACENA: gira de biotecnologias da cena                                | Programação de Artes Cênicas - julho/23          | São Paulo / SESC Pompeia.                                                                            |
| 2022 | Eixo Ações Pedagógicas - afetossíntese                                    | 8ª Mostra Internacional de Teatro de São Paulo   | São Paulo / Biblioteca Mário de Andrade, Vila Itororó, Teatro Oficina, Itaú Cultural e Casa do Povo. |
| 2020 | Encontra de Pedagogias da Teatra: afetividades do saber riscar e arriscar | 7ª Mostra Internacional de Teatro de São Paulo   | São Paulo / Centro Cultural São Paulo                                                                |
| 2019 | Juventudes Trans: Militância e Educação                                   | Juventudes e Diversidades do SESC/SP             | São Paulo / Sesc Pinheiros                                                                           |

### Críticas publicadas
| Ano  | Título                                                 | Espetáculo | Evento                                         | Cidade / Local de apresentação                         |
| ---- | ------------------------------------------------------ | --- | ---------------------------------------------- | ------------------------------------------------------ |
| 2021 | chira de chênero                                       | - Ciranda de Boldo. Artista: Wanderlândia Melo, Brasil, 2021; - Reagente +: modo/moda e movimento. Artista: Fênix Zion, Brasil, 2021; - Mamilos. Coletiva Corpatômica, Brasil, 2021. | 6o Festival de Artes Cênicas de Alagoas        | Online / FESTAL                                        |
| 2021 | Clarice ainda é Clara-e-cis?                           | Na Sala com Clarice. Concepção e atuação: Odilon Esteves, Brasil, 2020 | #CCBBemCasa / Rio Encena                       | Online / Centro Cultural Banco do Brasil               |
| 2020 | A casa caiu?                                           | Contos imorais - parte 1: casa mãe (título original: Contes immoraux - partie 1: maison mère). Direção: Phia Ménard, França, 2017                                                    | 7ª Mostra Internacional de Teatro de São Paulo | São Paulo / Sesc Pinheiros                             |
| 2020 | JOVIDA-20                                              | O Evangelho Segundo Jesus, Rainha do Céu (título original: The Gospel According to Jesus, Queen of Heaven). Interpretação: Jo Clifford, Reino Unido, 2009                            | 7ª Mostra Internacional de Teatro de São Paulo | São Paulo / Centro Cultural São Paulo                  |
| 2020 | O corpo ciborgue não será cis-burguês                  | Burgerz. Concepção e interpretação: Travis Alabanza, Reino Unido, 2018 | 7ª Mostra Internacional de Teatro de São Paulo | São Paulo / TUSP - Teatro da Universidade de São Paulo |
| 2019 | Ser ou não ser? Esta não deveria ser a questão. Mas é! | A Repetição. História(s) do Teatro (I) (título original: The Repetition. Histoire(s) du théâtre (I). Direção: Milo Rau, Bélgica, 2018                                                | 6ª Mostra Internacional de Teatro de São Paulo | São Paulo / Auditório do Ibirapuera                    |
| 2019 | Luz à sombra do som                                    | Altamira 2042. Direção e interpretação: Gabriela Carneiro da Cunha. Iluminação: Cibele Forjaz, Brasil, 2019                                                                          | 6ª Mostra Internacional de Teatro de São Paulo | São Paulo / CRD - Centro de Referência da Dança        |
| 2019 | Mão na testa e trans pro frágil                        | Manifesto Transpofágico. Criação, dramaturgia e interpretação: Renata Carvalho. Direção: Luiz Fernando Marques, Brasil, 2019                                                         | 6ª Mostra Internacional de Teatro de São Paulo | São Paulo / Teatro Décio de Almeida Prado              |
| 2019 | Netuno é travestruz                                    | MDLSX. Direção: Enrico Casagrande e Daniela Nicolò. Interpretação: Silvia Calderoni, Itália, 2018                                                                                    | 6ª Mostra Internacional de Teatro de São Paulo | São Paulo / Teatro João Caetano (São Paulo)            |

## Prêmios e indicações
| Ano  | Trabalho                                          | Prêmio                                                         | Categoria           | Resultado | Ref.    |
| ---- | ------------------------------------------------- | -------------------------------------------------------------- | ------------------- | --------- | ------- |
| 2022 | tenho receio de teorias que não dançam            | 29º Festival de Cinema de Vitória (12ª Mostra Quatro Estações) | Melhor filme        | Venceu    | [ 87 ]  |
| 2022 | TRAVED: palestra-performance em realidade virtual | O Estranho Prêmio Deus Ateu de Teatro & Artes                  | Inovação            | Venceu    | [ 114 ] |
| 1999 | A Disputa                                         | Prêmio Cepacol de Cultura e Esporte                            | Melhor peça teatral | Venceu    | [ 84 ]  |